# Круглый почтовый штемпель с угловыми линиями
Круглый почтовый штемпель с угловыми линиями (англ. squared-circle postmark) — форма круглого одинарного почтового штемпеля, который в целом является квадратным из-за прилегающих с четырёх сторон к линии круга треугольникам, образованным концентрическими дуговыми (штриховыми) линиями.
Такие штемпели были введены в Великобритании в конце 1879 года в качестве альтернативы двойным штемпелям, которые были несколько крупнее и менее удобными в использовании. Дополнительные дуги представляли собой штемпель гашения, помечавший почтовую марку как использованную. Они стали использоваться реже после 1910-х годов, когда появились доступны новые виды штемпелей, и исчезли к 1930-м годам.
Использовались три основных типа:
- Тип 1, который использовался первым, характеризуется тремя дугами между кругом и внешним угловым треугольником.
- Тип 2 характеризуется двумя дугами и более мощными угловыми треугольниками.
- Тип 3 имеет одну дугу.

Во всех случаях название города или деревни было изогнуто вдоль внутренней верхней части внутреннего круга с указанием времени суток (простым текстом или закодированным, с использованием нескольких систем) и датой под ним.
Круглые штемпели с угловыми линиями стали использоваться в сотнях населённых пунктов Англии и Уэльса (но не в Шотландии или Ирландии), в результате чего появилось около 4 тысяч различных типов. Они также использовались в ряде колоний Британской империи.
Подобные почтовые штемпели также использовались в Италии примерно в тот же период.
Сегодня некоторые почтовые службы всё еще используют этот тип штемпеля или аналогичные штемпели:
- Почта Гонконга, бывшей британской колонии, продолжает использовать такой штемпель.
- Почта Канады использовала такой штемпель и продолжает применять его для гашения конвертов первого дня.